# Орлово (Бежаницкий район)
Орлово — деревня на северо-западе Бежаницкого района Псковской области.  Входит в состав сельского поселения Ашевское.
Расположена в 28 км к северо-западу от райцентра Бежаницы и в 6 км к западу от деревни Ублиска.
Численность населения деревни составляет 1 житель (2000 год).
До 3 июня 2010 года деревня входила в состав ныне упразднённой Ново-Кузнецовской волости с центром в д. Ублиска.